# Бранковци
 Тази статия е за селото в България.  За селото в Западните покрайнини, Сърбия вижте Бранковци (Община Босилеград).  
Бра̀нковци е село в Северозападна България. То се намира в община Грамада, област Видин.

## История
По време на колективизацията в селото е създадено Трудово кооперативно земеделско стопанство „Васил Коларов“ по името на комунистическия функционер Васил Коларов. През лятото на 1950 година 141 души правят неуспешни опити да го напуснат.
През зимата на 1950 – 1951 година, по време на довелата до Кулските събития насилствена кампания за „масовизация“ на колективизацията, изпратените в селото комунистически функционери арестувате нежелаещи да постъпят в ТКЗС селяни и след продължителни побоища част от тях приемат да постъпят в ТКЗС, а останалите са принудени да подпишат декларации, че са „врагове на ТКЗС и народната власт“ и са изпратени на принудителна работа в кариерите при строежа на ВЕЦ „Китка“ над Горни Лом. След Кулските събития 7 семейства (21 души) са принудително изселени от селото.
При проведените през 2019 г. археологически разкопки под ръководството на арх. Катя Меламед (НАИМ-БАН) в средновековното селище от 10-13 в. край селото проф. Златозар Боев определя останките на 9 вида и домашни форми животни, сред които и такива на благороден елен, сърна и дива свиня. Обитателите на селището се изхранвали основно със скотовъдство (говеда, коне, кози, овце, свине и кокошки)  С това селището се нарежда сред едва 13-те археологически обекта в Северозападна България, в които са провеждани е археозоологически проучвания.
Документалният филм „Надвечер“ (1976) на режисьора Оскар Кристанов и сценариста Христо Илиев – Чарли разказва за ежедневието на село Бранковци.

## Население
Преброяване на населението през 2011 г.
Численост и дял на етническите групи според преброяването на населението през 2011 г.:
|                     | Численост | Дял (в %) |
| Общо                | 116       | 100,00    |
| Българи             | 116       | 100,00    |
| Турци               | 0         | 0,00      |
| Цигани              | 0         | 0,00      |
| Други               | 0         | 0,00      |
| Не се самоопределят | 0         | 00,00     |
| Неотговорили        | 0         | 0,00      |

### Цитирани източници
- Груев, Михаил. Преорани слогове. Колективизация и социална промяна в Българския северозапад 40-те – 50-те години на XX век.   София, Сиела, 2009. ISBN 978-954-28-0450-5.